# Agnieszka Olechowska
Agnieszka Joanna Olechowska (ur. 21 kwietnia 1968 w Warszawie) – polska pedagożka, prorektorka Akademii Pedagogiki Specjalnej im. Marii Grzegorzewskiej w Warszawie.

## Życiorys
Agnieszka Olechowska w 1987 ukończyła Studium Nauczycielskie nr 1 im. Marii Weryho-Radziwiłłowiczowej w Warszawie. W 1995 obroniła w Wyższej Szkole Pedagogiki Specjalnej w Warszawie pracę magisterską Implant ślimakowy – nowoczesna proteza słuchowa w aspekcie historycznym, medycznym i logopedycznym. Stan języka i mowy 9-letniego chłopca z wszczepem ślimakowym na kierunku pedagogika specjalna ze specjalnością logopedia (promotorka: Danuta Emiluta-Rozya). W 2005 otrzymała na Akademii Pedagogiki Specjalnej w Warszawie stopień doktorki nauk humanistycznych w zakresie pedagogiki na podstawie napisanej pod kierunkiem Józefy Bałachowicz dysertacji Możliwość prognozowania rozwoju umiejętności czytania i pisania u uczniów niższych klas szkoły podstawowej. W 2019 uzyskała tamże stopień doktorki habilitowanej nauk społecznych, dyscyplina pedagogika, przedstawiwszy osiągnięcie Specjalne potrzeby edukacyjne w urzędowym dyskursie pedagogicznym.
Specjalistka pedagogiki specjalnej, pedagogiki wczesnoszkolnej, logopedii (zwłaszcza surdologopedii), terapii pedagogicznej, autorka kursu doskonalącego do pracy z dziećmi z opóźnieniami neurorozwojowymi Ruch dla Uczenia się – Move to Learn®.
Od 1995 związana zawodowo z Akademią Pedagogiki Specjalnej w Warszawie. Prorektorka do spraw kształcenia w kadencji 2024–2028.
Pracowała także w: Społecznej Szkole Podstawowej nr 2 STO w Warszawie jako nauczycielka kształcenia zintegrowanego (1989–1990), Integracyjnej Szkole Podstawowej nr 344 w Warszawie jako nauczycielka specjalistka – logopedka (1994–1996), Wyższej Szkole Społeczno-Ekonomicznej w Warszawie (1995–1997), Wyższej Szkole Pedagogicznej TWP w Warszawie (1995–2006), Akademii im. Aleksandra Gieysztora w Pułtusku.
Członkini Komitetu Nauk Pedagogicznych Polskiej Akademii Nauk.